# Vaughan Ryan
Vaughan William Ryan (Westminster, 2 settembre 1968) è un ex calciatore inglese, di ruolo centrocampista.

## Carriera

### Giocatore
Esordisce tra i professionisti all'età di 18 anni nella stagione 1986-1987, in cui disputa una partita nella prima divisione inglese con il Wimbledon FC; l'anno seguente gioca invece 22 partite e segna una rete, partecipando inoltre alla vittoria della FA Cup (primo ed unico trofeo maggiore vinto dal Wimbledon nel corso della sua storia). Nella stagione 1988-1989 dopo essere sceso in campo nel Charity Shield viene per un breve periodo ceduto in prestito allo Sheffield Utd, con cui gioca 3 partite in terza divisione, salvo poi fare ritorno al Wimbledon, con cui nella rimanente parte della stagione gioca ulteriori 5 partite in prima divisione. Rimane ai Dons anche per la stagione 1989-1990, che risulta essere la migliore della sua carriera: si conquista infatti un posto da titolare, giocando in totale 31 partite di campionato. Nella stagione 1990-1991 gioca invece solamente 2 partite, a cui seguono 21 presenze e 2 reti nella stagione 1991-1992, la sua ultima nel club dopo 6 anni di permanenza.
Per la stagione 1992-1993 passa infatti al Leyton Orient, club di terza divisione, dove gioca per 3 stagioni consecutive (l'ultima delle quali conclusa con una retrocessione) in questa categoria, per un totale di 44 presenze in partite di campionato.

### Allenatore
All'inizio della stagione 2019-2020 viene ingaggiato come vice allenatore dall'AFC Wimbledon.

## Palmarès

### Giocatore

#### Competizioni nazionali
- Coppa d'Inghilterra: 1

Wimbledon: 1987-1988